# Гай Валерий Поцит (трибун)
Вижте пояснителната страница за други личности с името Гай Валерий Поцит.
Гай Валерий Поцит (на латински: Gaius Valerius Potitus) e политик на Римската република през 4 век пр.н.е.
Гай произлиза от патрицииската фамилия Валерии. Той е син на Гай Валерий Поцит (военен трибун 415, 407 и 404 пр.н.е. и консул 410 пр.н.е.) и внук на Луций Валерий Поцит (консул 449 пр.н.е.). Той е баща на Гай Валерий Поцит Флак (консул 331 пр.н.е.) и на Луций Валерий Поцит (началник на конницата 331 пр.н.е.).
През 370 пр.н.е. Гай Валерий Поцит е консулски военен трибун с още пет други колеги.